# Calceolaria caespitosa
Calceolaria caespitosa är en toffelblomsväxtart som beskrevs av U. Molau. Calceolaria caespitosa ingår i släktet toffelblommor, och familjen toffelblomsväxter. Inga underarter finns listade i Catalogue of Life.